# ViiV Healthcare
ViiV Healthcare ( / v iː v / VEEV ) es una compañía farmacéutica especializada en el desarrollo de terapias para la infección por el VIH que Pfizer y GlaxoSmithKline crearon como una empresa conjunta en noviembre de 2009, transfiriendo sus activos de VIH a la nueva compañía.  En 2012 Shionogi se unió a la empresa. El 76,5% de la compañía es ahora propiedad de GlaxoSmithKline, el 13,5% de Pfizer y el 10% de Shionogi.  Esta estructura de propiedad puede cambiar dependiendo del logro de ciertos hitos. 
Los productos de ViiV Healthcare tienen una participación de mercado de aproximadamente el 19% del mercado mundial del VIH, lo que la convierte en la segunda compañía de atención médica más grande trabajando en el tratamiento de VIH, solo detrás de Gilead Sciences.
Las oficinas centrales de ViiV Healthcare están en Brentford en el Reino Unido y tiene oficinas en otros países, incluidos: Estados Unidos, Australia, Bélgica, Canadá, Francia, Alemania, Italia, Japón, México, Países Bajos, Portugal, Puerto Rico, Rusia, España y Suiza.

## Productos
La compañía actualmente comercializa 12 productos:
- Inhibidores de la transcriptasa inversa análogos de los nucleósidos (ITIN): 
  - abacavir (nombre comercial Ziagen)
  - lamivudina (nombres comerciales Epivir y 3TC)
  - zidovudina (nombres comerciales Retrovir y AZT)
- Inhibidores de la transcritasa inversa no análogos nucleósidos (ITINN): 
  - delavirdina (nombre comercial Rescriptor)
- Inhibidor de la transferencia de cadenas de la integrasa (INSTIs): 
  - dolutegravir (nombre comercial Tivicay)
- Inhibidores de la proteasa (IP): 
  - fosamprenavir (marcas comerciales Lexiva y Telzir)
  - nelfinavir (nombre comercial Viracept)
- Inhibidores de la fusión : 
  - maraviroc (nombres comerciales Selzentry y Celsentri)
- Combinaciones en dosis fijas de antirretrovirales, incluyendo dos regímenes de pastilla única: 
  - abacavir/lamivudina (nombres comerciales Epzicom y Kivexa)
  - abacavir/lamivudina/zidovudina (nombre comercial Trizivir)
  - lamivudina/zidovudina (nombre comercial Combivir)
  - abacavir/dolutegravir/lamivudina (nombre comercial Triumeq)

## Programas de acceso tratamiento
ViiV Healthcare ha declarado que continuará con los esquemas de precios sin fines de lucro en los que Pfizer y GlaxoSmithKline habían participado antes de la creación de la empresa.  Este programa cubre todos los países de ingresos bajos y medios, así como todo el África subsahariana.
La compañía también ha otorgado licencias voluntarias a 14 compañías de genéricos para permitir la fabricación y venta a bajo costo de versiones genéricas de los productos de la compañía en países y/o regiones específicos.